# Formica polyctena
Formica polyctena là một loài kiến thuộc họ Formicidae. Loài này có ở Áo, Bỉ, Bulgaria, Cộng hòa Séc, Phần Lan, Pháp, Đức, Hungary, Ý, Latvia, Litva, Hà Lan, Na Uy, Ba Lan, România, Nga, Serbia và Montenegro, Slovakia, Tây Ban Nha, Thụy Điển, Thụy Sĩ, và Ukraina.